# Landessender der Schweiz
Als Landessender wurden verschiedene Sendeanlagen in der Schweiz bezeichnet. Sie hatten ihren Betrieb in den 1930er-Jahren aufgenommen.

## Standorte
Entsprechend den damaligen drei offiziellen Landessprachen wurde der Mittelwellenrundfunk auf die drei Sendeanlagen der Landessender Beromünster (deutschsprachige Schweiz), Monte Ceneri (italienischsprachige Schweiz) und Sottens (französischsprachige Schweiz) aufgeteilt.

## Infrastruktur
Die Anlagen in Beromünster und Sottens wurden 1931 eröffnet und mit je einer T-Antenne betrieben, welche von zwei 125 m hohen Stahlfachwerktürmen getragen wurde. Die Anlage Monte Ceneri wurde 1933 eröffnet und mit einem 190 m hohen Stahlfachwerkturm als selbststrahlender Sendemast betrieben.
Zur Erhöhung der Sendeleistung wurden in Sottens ebenfalls ein 190 m hoher Stahlfachwerkturm und im Jahre 1937 in Beromünster der Blosenbergturm als selbststrahlende Sendemasten errichtet und machten die Signale in weiten Teilen Europas empfangbar. Die Türme der T-Antennen trugen weiterhin Antennen für Mittelwelle. Später wurden die T-Antennen demontiert und pro Sendeanlage je ein Turm abgebaut, so wurde 1958 einer von Sottens als Sender La Dôle sowie 1962 der Westturm von Beromünster als Fernsehturm St. Chrischona wieder verwendet. Die an ihren Stammorten verbliebenen Türme wurden gegen Erde isoliert und zu selbststrahlenden Sendetürmen umgebaut. Sie fanden Verwendung als Reservesendeturm Sottens und Reservesendeturm Beromünster.
Mit zur Infrastruktur gehörten von 1943 bis 2005 der Mittelwellen-Füllsender in Savièse, von 1966 bis 2011 der Zeitzeichensender HBG in Prangins sowie von 1973 bis 1992 der Landessender Sarnen, der im Unterschied zu den anderen Landessendern im oberen Mittelwellen-Bereich ausstrahlte. Er ersetzte in den Nachtstunden das ab Mitternacht mittlerweile stark gestörte Signal des Landessenders Beromünster. Der Kurzwellensender Schwarzenburg war ab 1939 als Schweizer Radio International im Einsatz. 
Die Sendestation Prangins und die Empfangsstation Riedern (Stadt Bern) gehörten zur Küstenfunkstelle Bernradio, einer Kurzwellenstation für die Hochseeschifffahrt.